# Ball (cràter)
|  | No s'ha de confondre amb Bell (cràter). |

Ball és un cràter d'impacte lunar que es troba a les terres altes escarpades del sud de la Lluna. La formació és circular i simètrica, i no ha sofert un desgast significatiu. L'interior és de superfície rugosa, corbant-se cap avall, cap al relativament ampli pic central al punt mitjà.
El cràter es troba a l'oest de Lexell, ja al sud-est de Gauricus. Al sud hi ha Sasserides, i més al sud-sud-oest es troba el prominent cràter Tycho amb les seves marques radials.

## Cràters satèl·lit
Per convenció, aquestes característiques s'identifiquen en els mapes lunars posant lletres al costat del punt mitjà del cràter que es troba més pròxim al cràter Ball:
|      | \| Ball \| Coordenades \| Diàmetre \| \| ---- \| ------------------------------------ \| -------- \| \| A \| 34° 42′ S, 9° 18′ O / 34.7°S,9.3°O \| 29 km \| \| B \| 36° 54′ S, 9° 06′ O / 36.9°S,9.1°O \| 10 km \| \| C \| 37° 42′ S, 8° 42′ O / 37.7°S,8.7°O \| 31 km \| \| D \| 35° 36′ S, 10° 18′ O / 35.6°S,10.3°O \| 21 km \| \| E \| 36° 30′ S, 8° 06′ O / 36.5°S,8.1°O \| 5 km \| \| F \| 36° 54′ S, 8° 30′ O / 36.9°S,8.5°O \| 12 km \| \| G \| 37° 42′ S, 10° 06′ O / 37.7°S,10.1°O \| 28 km \| |          |
| Ball | Coordenades | Diàmetre |
| A    | 34° 42′ S, 9° 18′ O / 34.7°S,9.3°O | 29 km    |
| B    | 36° 54′ S, 9° 06′ O / 36.9°S,9.1°O | 10 km    |
| C    | 37° 42′ S, 8° 42′ O / 37.7°S,8.7°O | 31 km    |
| D    | 35° 36′ S, 10° 18′ O / 35.6°S,10.3°O | 21 km    |
| E    | 36° 30′ S, 8° 06′ O / 36.5°S,8.1°O | 5 km     |
| F    | 36° 54′ S, 8° 30′ O / 36.9°S,8.5°O | 12 km    |
| G    | 37° 42′ S, 10° 06′ O / 37.7°S,10.1°O | 28 km    |